# Kaat Vrancken
Kaat Vrancken (Bree, 27 december 1957) is een Belgische schrijver van kinderboeken.

## Leven
Kaat Vrancken studeerde communicatiewetenschappen aan de Vrije Universiteit Brussel. Ze werkte bij een uitgeverij, en als freelance copywriter bedacht ze reclame voor bedrijven. Later verhuisde ze met haar man en dochter naar Bree, haar geboorteplaats. Nu is ze auteur van kinderboeken en is ze lesgever Literaire Creatie op de Genkse Academie Muziek, Woord & Dans.

## Werk
Terwijl haar dochter Hannah opgroeide, schreef Kaat Vrancken losse herinneringen over haar neer. Die vormen de basis voor haar debuut in 1995: Zing maar, Hannah, een boek dat werd opgedragen aan haar overleden vader. De illustraties zijn van Sandra Klaassen. In de reeks volgen nog meer titels, onder meer Tsjau, Hannah (1999) en Hannah en het raadsel van de stilte (2000). In de Hannah-boeken vertelt Vrancken over thema’s als dood en seksualiteit op een vanzelfsprekende, humoristische manier. Centraal staat de zesjarige Hannah. Die geeft haar kijk op de kleine en grote gebeurtenissen in haar warme gezin. De diepere bodem van de verhalen maakt ze ook voor volwassenen bijzonder prettig om lezen.
Naast de Hannah-boeken zijn er ook de voorleesboeken over Cheffie, de oudste van drie teckels (Cheffie is de baas, Cheffie bijt door). De blinde Emma is zijn baasje. Knap aan de reeks is dat Vrancken die volledig schrijft vanuit het standpunt van Cheffie een beeld van de hondenwereld weet te schetsen.
Voor oudere kinderen schrijft ze het bekroonde Wimperwensen, klavertjesvier over hoe Josefien de dood van haar ‘moemoe’ verwerkt. Voor tieners die zelf graag schrijven, is er 30.000 woorden van Charlie. In dat boek doet Charlie mee aan een schrijfmarathon. Dertig dagen lang moet ze elke dag 1000 woorden schrijven. Van de juf krijgt ze elke dag een schrijftip.
Kaat Vranckens stijl is helder. Voor de grote emoties in haar boeken gebruikt ze nooit grote woorden. Haar werk wordt erg goed onthaald in de pers en in het buitenland en is onder meer vertaald naar het Duits en het Zweeds.

## Bekroningen
- 2001: Zilveren Griffel voor Hannah en het raadsel van de stilte
- 2003: Boekenwelp voor Wimperwensen, klavertjesvier
- 2011: Vlag en Wimpel (Griffeljury) voor Beu
- 2012: Boekenwelp voor Kleine Pieter deed open
- 2012: Boekenleeuw voor Cheffie is de baas